# Helophorus laticollis
Helophorus laticollis är en skalbaggsart som beskrevs av Thomson 1853. Helophorus laticollis ingår i släktet Helophorus, och familjen halsrandbaggar. Enligt den finländska rödlistan är arten nära hotad i Finland. Arten är reproducerande i Sverige. Artens livsmiljö är små tjärnar och gölar (även flarkar).